# 涙猫
『涙猫』（なみだねこ）は、日本のヴィジュアル系ロックバンドであるメガマソが2006年12月6日にリリースした1作目のミニアルバムである。

## 解説
方向性の違いなどを理由として2006年8月30日のライブを持って彩冷える（アヤビエ）を脱退した涼平が、約3ヶ月後に結成したメガマソで発表した1stミニアルバムで、12月16日にShibuya O-EASTで行われた結成ライブに先駆けて発売された。

## 収録曲
1. 涙猫
  - 作詞・作曲：涼平
  - 曲自体は涼平が15歳の時に作ったものである[1]。
2. 伍式融天マゾチー
  - 作詞・作曲：涼平
  - 涼平がメガマソ以前に在籍していた彩冷える（アヤビエ）で発表した『マゾチ（三月に見た夢の再構成）』をリメイクした楽曲。
3. ダーシャード人の踊り
  - 作詞・作曲：涼平
  - 歌詞の最後に、詞の内容に対するヒントとしてシチュエーションパズル（ウミガメのスープ）が登場する。
4. a morning ray is cold.
  - 作詞・作曲：涼平
  - 後に、シングル『泣き声で気づいた。』の通常B「つめたいあさやけ」盤に『旧約偽典あさのひかりはつめたい』として当楽曲をアレンジしたものが収録された。
5. サスクワッチランカー
  - 作詞・作曲：涼平
  - 涼平はこの曲について「北欧の小人二人と大男の物語」とブログで書いている[2]。
6. 脂肪の塊
  - 作詞・作曲：涼平
  - 曲名はフランスの作家ギ・ド・モーパッサンが書いた短編小説「脂肪の塊」から。この曲以前にも涼平は、雛罠に在籍していた際にモーパッサンの作品からタイトルを取った楽曲『シモンのパパ』を発表している。